# Final Fantasy Explorers
Final Fantasy Explorers (ファイナルファンタジー エクスプローラーズ?, Fainaru Fantajī Ekusupurōrāzu) è un videogioco action RPG sviluppato da Square Enix per Nintendo 3DS appartenente alla serie Final Fantasy.